# Kars
Kars (en armeni Կարս, Kars o Ղարս, Ghars, en àzeri Qars) és una ciutat del nord-est de Turquia, capital de la província de Kars. El 2000 tenia una població de 130.361 habitants.

## Història
Estava habitada per un poble anomenat els escitens. La ciutat fou el centre de la regió de la Khorzene. Estrabó l'esmenta com a part d'Armènia i Claudi Ptolemeu li diu Chorsa; etimològicament Kars derivaria del georgià ყარსი (karsi), que vol dir 'porta' o de l'armeni հարս (hars) que vol dir 'núvia'.
Sota el regne d'Armènia fou capital del Vanand, regió que els perses van concedir vers el 380 a Isaac Bagratuní d'Ispir, que la va sotmetre i quan el rei Àrsaces la hi va voler arrabassar el 389 el va derrotar. Al segle següent la regió estava sota domini d'uns nakharark locals, el Vanantsi que apareixen entre el 445 i el 480 però segurament van governar abans i després. Apareix esmentada com a "Karuts K'aghak'" (Ciutat de Kars), "Karuts Berd", "Amrotsn Karuts" (Fortalesa de Kars) i "Amurn Karuts.". El 825 el califa va donar la regió en feu al príncep armeni Sinbad que havia estat com a ostatge a Samarra (806-825) i era conegut pel seu nom àrab d'Abu l-Abbas al-Karisi. El 837 l'emir de Tbilisi Ishak va aturar prop de Kars un exèrcit romà d'Orient enviat per Teòfil. Va retornar als Bagratuní en algun moment del segle ix i entre el 928 i el 961 fou capital del regne d'Armènia sota Abas I.

Regne d'Armènia sota el domini de la dinastia Bagràtida (basat en el mapa de G. A. Bournoutian de «Una història concreta del poble armènia», pàgina 147, mapa 15), cap a 1000 dC.

El rei Asoci III el Misericordiós es va fer consagrar a Aní l'any 961 i va donar al seu germà Musel la regió de Kars o Vanand (que havia estat la capital del seu comú pare Abas I), com a feu, amb el títol de rei (961 o 962). Des de llavors el Vanand va formar el regne de Kars. Alp Arslan conquerí Aní en 1064 i va fer cessió del regne a l'Imperi Romà d'Orient a canvi del mantenir el títol reial a Tzamandos a Capadòcia, amb les viles d'Amasia i Comana.

## Frontera de l'Imperi Romà
El nou patriarca Bahram Pahlavuni (que va prendre el nom de Grigor II Vekaiase "amic dels màrtirs"), fill de Gregori Magistros, ja fou elegit a Tzamandos el 1065 quan els romans ho van permetre a instàncies de la princesa Maria, filla del rei Gagik Abas. Quant a Kars, només instal·lats els romans, al cap de tres mesos (vers la fi del 1064) ja fou ocupada pels seljúcides.
Durant el període del regne de Kars es va construir la catedral coneguda després com a església dels Apòstols.
El 1074 el governant de Kars, un amir vassall dels seljúcides, la va entregar als georgians (Giorgi II); els georgians foren atacats el 1080 per un exèrcit turc manat per l'amir Ahmad "que l'havia conquerit poc abans" (però no es coneixen els detalls d'aquesta conquesta excepte si fou la de finals del 1064). Va pertànyer en endavant a la dinastia fundada (1072) per Saltuk a Erzurum, els saltúquides, que la van conservar fins al 1153 quan fou destruïda pels cumans que la van dominar uns mesos, però İzzeddin Saltuk (1132-1168) la va recuperar el mateix any. L'agost de 1161 el governador local saltúquida (anomenat com amir de Ghars i Surmari), aliat als shaddàdides de l'Arran, va ajudar l'emir shaddàdida Fadlun ibn Minushihr per reconquerir la seva capital que estava ocupada pels georgians. La dinastia saltúquida es va acabar el 1202 però va restar en mans dels musulmans encara uns quatre anys més amb l'amir local com a vassall del Soldanat de Rum.
El 1209 l'emirat de Kars, des on podien fer-se atacs a Geòrgia, va ser ocupada i annexada, i entregada en feu a la dinastia zakàrida (Zakarid-Mxargrzeli) que ja governava Aní. La va conservar durant més de trenta anys. El 1226 la va assetjar sense èxit Djalal al-Din Manguberti, el xa de Coràsmia, però finalment el 1239 fou ocupada pel general i noble mongol Tchormaghan (àrab Čormaghun) i va passar a l'imperi mongol. El 1251 fou visitada per rei Hethum I de l'Armènia Menor que hi va trobar un campament des del qual Baidju governava Pèrsia occidental. Després de 1258 fou inclosa a la província de Geòrgia del kanat il-kànida.
El 1358 va passar a mans dels djalayàrides i el 1380 dels qara qoyunlu que van deixar com a sobirà local a Firuzkh Bakht. El seu domini fou assolat per Tamerlà el 1386 que va destruir la ciutat i la rodalia. Tamerlà va travessar per Kars el 1394, 1399 i 1402 per anar a les pastures d'estiu a Bingöl a l'est de Çildir. Després del 1405, mort Tamerlà, la província d'Aní que incloïa Kars va retornar als qara qoyunlu; l'amir local Pir Husayn ibn Sahat va reconstruir la ciutat el 1412. Va restar en mans d'aquestos amirs fins al 1467 quan fou conquerida pels aq qoyunlu sota Uzun Hasan.
Vers el 1501 va passar als safàvides; el 1514 el sultà otomà Selim I després de la victòria de Çaldiran va acampar a la vora de la ciutat i finalment els turcs la van ocupar el 1534. El 1548 els sultà Solimà I el Magnífic va ordenar reparar les fortificacions. Al final del segle xvi el conflicte entre turcs i safàvides va posar en relleu la seva importància com a plaça forta. Ja a l'inici de la guerra l'agost de 1578 es van produir a Kars els primers enfrontaments entre Lala Mustafa Pasha i els perses. El 27 de juliol de 1579 un exèrcit turc dirigit per Lala Mustafa Pasha es va establir a la ciutat i la va fortificar durant l'hivern tot i el fred rigorós. El 1580 fou erigida en capçalera d'un eyalat amb sis o set sandjaks. El maig de 1694 fou visitada per G. F. Gemelli-Carreri. El 1731 va resistir un setge de Nadir Shah, altres dos el 1735 i un més el 1744. El 1807 Kars fou atacada pels russos sense èxit. El 1824 va esdevenir un simple sandjak del wilayat d'Erzurum.

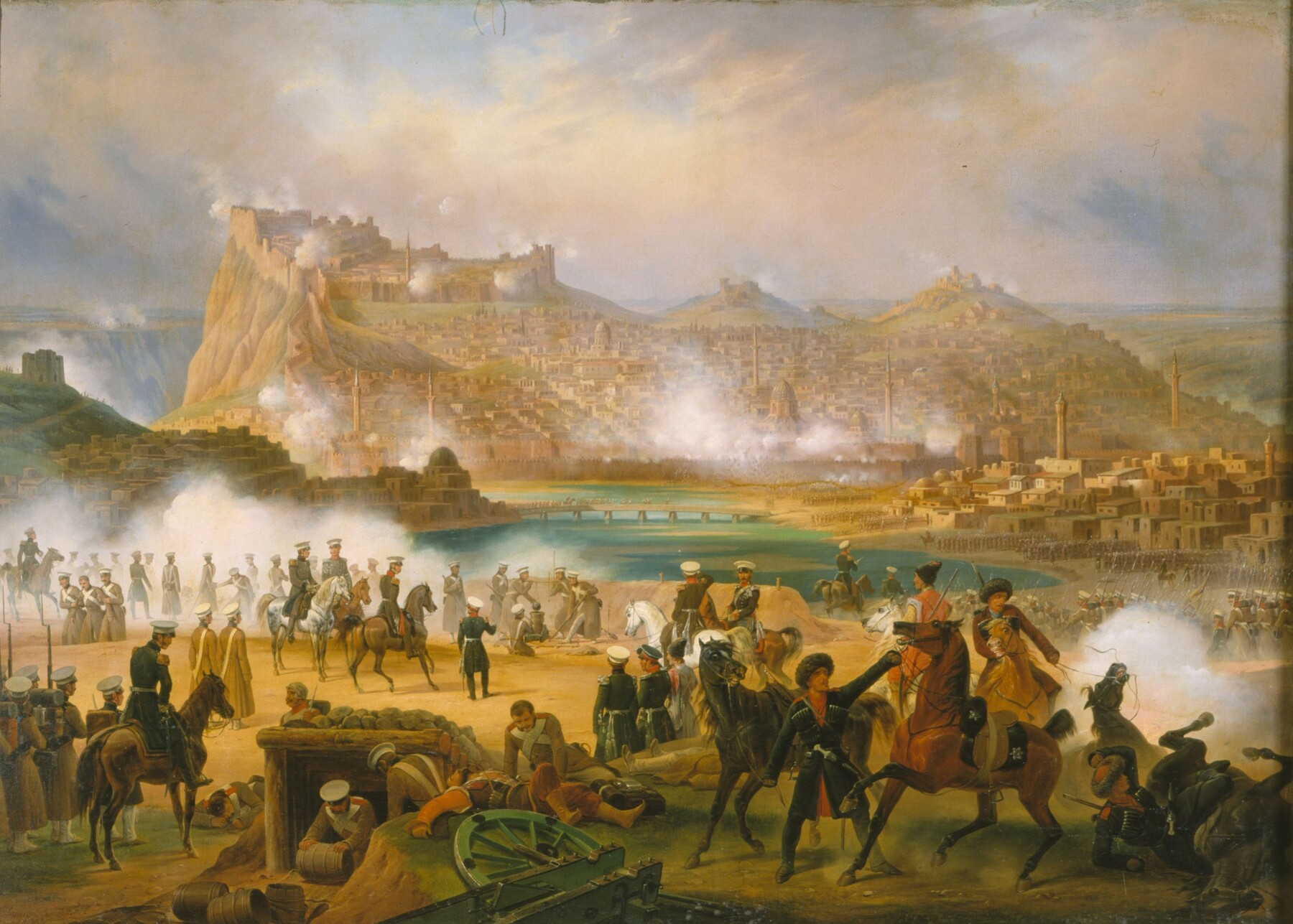
Setge rus de 1828

Va patir tres setges russos: el primer el 1828, en què els russos del general comte Ivan Paskevich van ocupar la ciutat el 23 de juny de 1828; 11.000 turcs van ser fets presoners; la ciutat fou retornada al final de la guerra a l'Imperi Otomà, però la frontera s'havia apropat. La segona vegada fou durant la guerra de Crimea fou assetjada altre cop i defensada per una guarnició turca dirigida per oficials britànics entre els quals el General William Fenwick Williams; la guarnició fou delmada pel còlera i no tenia menjar i es va haver de rendir al general Mouravieff el novembre de 1855. I la tercera fou a la guerra russo-turca de 1877-1878 quan fou atacada, assetjada i conquerida el 1877 pels generals Mikhail Tarélovitx Lorís-Mélikov i Ivan Davídovitx Làzarev i al final de la guerra fou reconeguda a Rússia (Tractat de Sant Stefano de 3 de març de 1878 i Tractat de Berlín de 13 de juliol de 1878) junt amb Ardahan i Batum. Llavors va esdevenir l'Oblast de Kars (Karsskaya Oblast) amb els districtes de Kars, Ardahan, Kaghzvan, i Oltu. En tres anys uns 82.000 turcs van emigrar a territori otomà, 11.000 dels quals de la ciutat de Kars. En canvi armenis i grecs hi van emigrar des de Turquia.

## Gran Guerra
A la primera Guerra Mundial es van produir combats violents a la regió, ja que la ciutat fou un dels objectius dels turcs en la campanya del Caucas, batalla de Sarighamish. Després de la revolució russa, pel tractat de Brest-Litovsk de 3 de març de 1918, Rússia va retornar Kars i Ardahan a l'Imperi Otomà però aleshores Kars ja estava en mans de la recentment independent República Democràtica Federal de Transcaucàsia. El 25 d'abril de 1918 els otomans van ocupar la ciutat però l'armistici de Mudros (30 d'octubre de 1918) comportava la retirada turca a la línia de frontera anterior a la guerra. Els britànics ocuparen Batum però els otomans es negaven a retirar-se de Kars i el seu governador militar constituí un govern provisional dirigit per Fakhr al-Din Pirioghlu (conegut per Fahrettin Pirioghlu) que reclamà la sobirania de Kars i les regions turcòfones i musulmanes veïnes fins a Batum i Aleksandrópol. La regió fou ocupada per Armènia el gener de 1919 però el govern turcòfil es va sostenir a la ciutat de Kars fins a l'arribada de les tropes britàniques que el van dissoldre (19 d'abril) enviant als seus líders a Malta. Kars fou entregat poc després a Armènia junt amb Ardahan (maig) i va formar la província de Vanand. Armènia fou envaïda pels turcs nacionalistes manats pel general Kazım Karabekir, i es va iniciar la guerra turcoarmènia; els turcs van entrar a Kars el 30 d'octubre de 1920. Pel tractat d'Aleksandrópol el 2 de desembre de 1920 Armènia va haver de cedir la meitat del seu territori i renunciar als territoris garantits pel tractat de Sevres. Després de la invasió bolxevic d'Armènia el tractat d'Aleksandrópol fou substituït pel tractat de Kars el 23 d'octubre de 1921 entre Turquia i la Rússia Soviètica pel que Turquia renunciava a Batum (Adjària) però li era reconeguda la sobirania de Kars, Ardahan i Igdir (Iğdır).

## Guerra Mundial
Després de la Segona Guerra Mundial la Unió Soviètica va denunciar el tractat de Kars. El 7 de juny de 1945 el ministres d'afers exteriors Vyacheslav Molotov va demanar a l'ambaixador turc la retrocessió de les províncies cedides. A la tardor del 1945 la Unió Soviètica va concentrar tropes al Caucas, però l'oposició de Winston Churchill a les reclamacions soviètiques va dissuadir al govern de Moscou de seguir endavant.
L'abril de 1993 la frontera de Kars amb Armènia fou tancada en protesta per la conquesta Armènia de Kelbajar a l'Azerbaidjan. Des de llavors la frontera està tancada però a la ciutat de Kars la mesura no està ben vista.

## Població

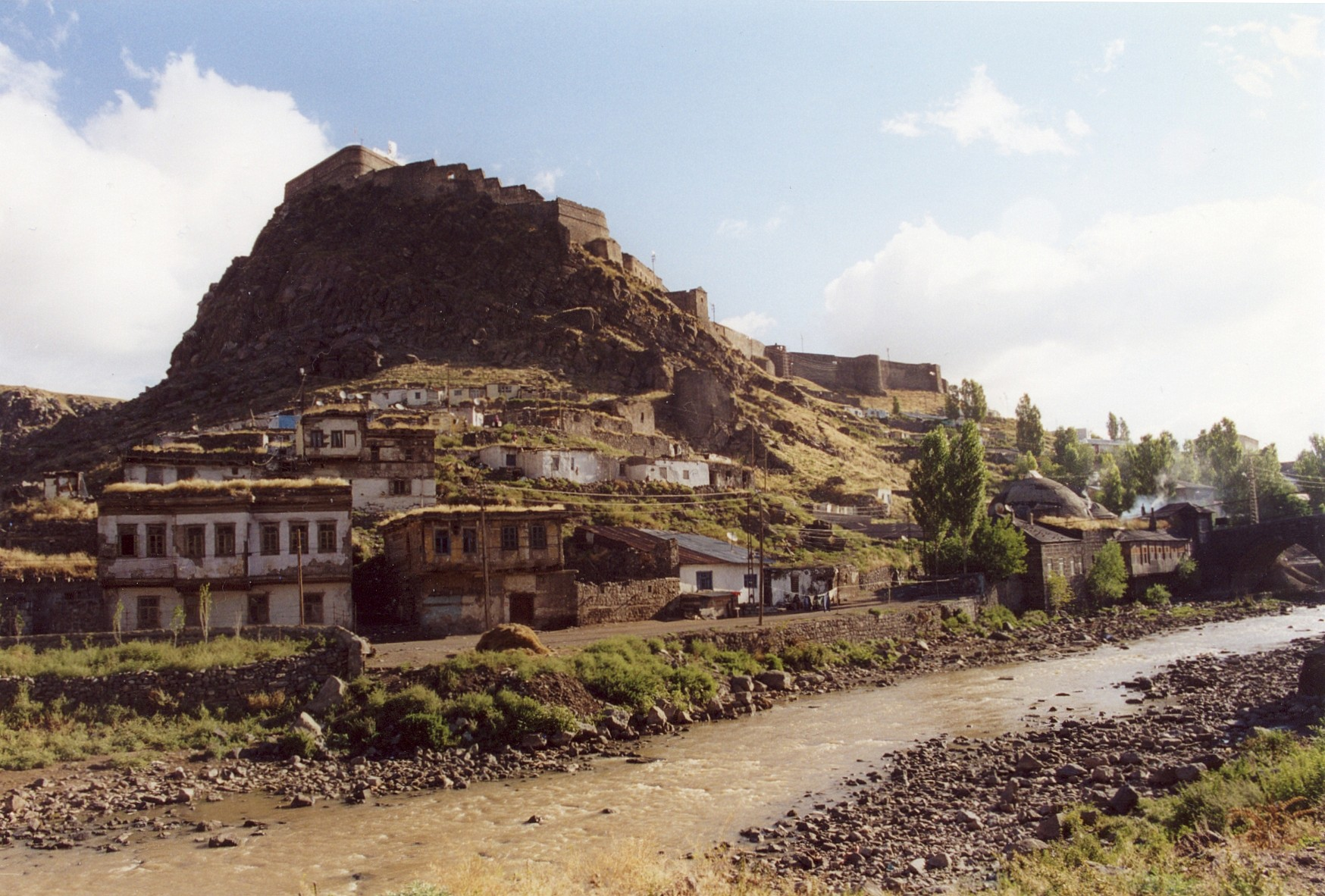
Kars, ciutadella

- 8.672 (1878)
- 20.891 (1897)
- 12.175 (gener 1913)[6]
- 129.789 (1922)
- 54,000 (1970)[6]
- 142.145 (1990)
- 130.361 (2000).

## Llocs turístics
- Kars Kalesi (Castell de Kars)

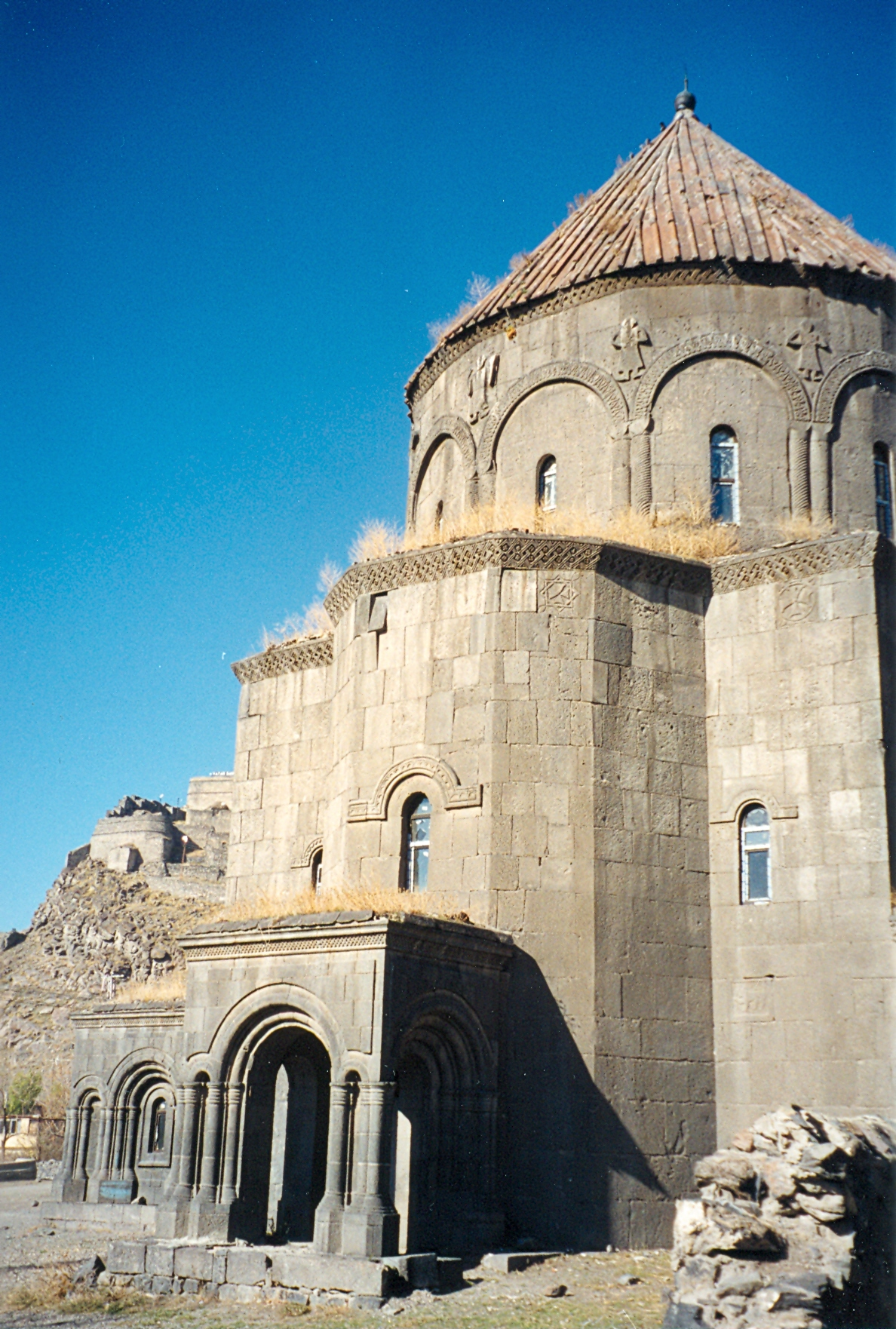
Catedral de Kars, o església dels Apòstols, segle X

- Catedral de Kars o església dels Apòstols, segle X
- Església armènia de Sant Arak'elots, antiga Catedral de Kars o església dels Apòstols, del segle x.
- Pont "Taşköprü" (Pont de Pedra) sobre el riu Kars, de 1725. Al costat uns antics banys.